# Paralingüística
La paralingüística es parte del estudio de la comunicación humana que se interesa por los elementos que acompañan a las emisiones propiamente lingüísticas y que constituyen señales e indicios, normalmente no verbales, que contextualizan, sugieren interpretaciones particulares de la información propiamente lingüística.
Existe cierta evidencia en favor de que, tal como sucede con las emisiones propiamente lingüísticas, la información paralingüística implica un código aprendido. Los hablantes de  chino mandarín, por ejemplo, no utilizan las mismas variantes sonoras que los hispanohablantes para expresar sorpresa o ira.

## Principales elementos paralingüísticos
Algunas características que acompañan a la información lingüística son las siguientes:
- Intensidad o volumen de la voz:[1] Debe ser el apropiado al tipo de conversación que se está manteniendo y procurando un equilibrio con el volumen adoptado por el interlocutor.
- Velocidad de emisión de los enunciados: Se refiere a la fluidez verbal que tiene una persona. Puede ser lento o entrecortado, el cual implica una huida de la comunicación y un rechazo al contacto social, siendo, por el contrario, un ritmo fluido, ligero, modulado y animado condicionante de una buena comunicación y de un deseo de contacto interpersonal.
- Tono, variantes y matices de la entonación y duración silábica.[1] Es el mejor indicativo de las emociones en la comunicación. Una emotividad excesiva, ahoga la voz y el tono se vuelve más agudo, por ello, la mayor proyección hacia los tonos agudos indica inhibición emocional. Por ejemplo, al consolar a alguien, al titubear, al negar con énfasis, etc., se producen alargamientos silábicos, mientras que con los acortamientos se expresa impaciencia, irritación, etc.[1]
- Volumen: Debe ser el apropiado al tipo de conversación que se está manteniendo y procurando un equilibrio con el volumen adoptado por el interlocutor. Un volumen alto implica dominio, sobreposición en la conversación, esa voz quiere hacerse oír; por el contrario, un volumen bajo se asocia a personas introvertidas, cuya voz no tiene intención de hacerse oír.
- Llanto, risa, ritmo, fluidez, grito, suspiro, tos, jadeo, bostezo, carraspeo, silencios, control de órganos respiratorios y articulatorios, entre otros.[1]

Permiten extraer información sobre el estado anímico u otra información contextual sobre el emisor y constituyen algunos de los principales elementos paralingüísticos.

## Perspectiva más amplia que la del «lenguaje oral»
El uso adecuado de los elementos paralingüísticos influye en la comprensión del mensaje. Así, por ejemplo, la poca fluidez al hablar suele denotar nerviosismo o poco conocimiento sobre el tema. Otros factores como las pausas o los silencios también conllevan consecuencias pragmáticas en la interpretación de los enunciados.